# Old Firehand (1875)
Old Firehand ist eine frühe Abenteuererzählung Karl Mays und erschien 1875 unter dem vollständigen Titel Aus der Mappe eines Vielgereisten. von Karl May. Nr. 2. Old Firehand.

## Textgeschichte
Der Text wurde 1875 erstmals im Deutschen Familienblatt veröffentlicht.
Unter der Überschrift Old Firehand. Erzählung von Karl May erschien der Text 1885 in der Zeitschrift Im Familienkreise, der Gratisbeilage zum Rheinischen Merkur, im Verlag Heinrich Theissing in Köln.
In den 1890er Jahren folgte ein achtteiliger bearbeiteter und illustrierter Nachdruck unter der anonymisierenden Überschrift Aus der Mappe eines Vielgereisten. Erzählung nach wahren Begebenheiten in einem bisher unbekannten Sammelwerk mit dem Kürzel T., das vermutlich im Verlag H. G. Münchmeyer erschien.
1902 wurde die Geschichte auf Grundlage dieser Bearbeitung in den Sammelband Humoresken und Erzählungen aufgenommen. 1906 und um 1908 erschienen weitere Auflagen des Bandes, die letzte anonym.
In den Gesammelten Werken findet sich die Erzählung Old Firehand seit 1967 im gleichnamigen Band 71.
In der Reihe Karl May Taschenbücher erschien erstmals 1971 eine Lizenzausgabe des 71. Bandes.
1975 veröffentlichte die Karl-May-Gesellschaft als Privatdruck den Band Deutsches Familienblatt in der Reihe Erstdrucke Karl Mays in Faksimile-Ausgaben, in dem auch ein Reprint von Old Firehand enthalten war.
1978 erschien im Manfred Pawlak Verlag Herrsching der Sammelband Im fernen Westen als gebundene Ausgabe. Darin ist die Geschichte in modernisierter Fassung enthalten.
Der Pawlak-Band wurde 1983 als Taschenbuch neu aufgelegt und eine satzgleiche Lizenzausgabe davon 1992 im Leipziger Kommissions- und Großbuchhandel.
In der DDR-Schülerzeitschrift Trommel erschien 1984 eine von Günter Wongel illustrierte modernisierte Fassung von Old Firehand.
Im Reprint des Friedrich-Axmann-Romans Fürst und Junker, der 1990 von der Karl-May-Gesellschaft herausgegeben wurde, sind auch May-Beiträge aus dem 1. Jahrgang des Deutschen Familienblattes enthalten, darunter diese Erzählung.
In den 1990er Jahren veröffentlichte der Weltbild Verlag in der Reihe Weltbild Sammler-Edition den Sammelband Old Firehand, der die Titelgeschichte in der Humoresken und Erzählungen-Fassung in modernisierter Form beinhaltet.
1999 erschien der Text in ebendieser Fassung als Buchausgabe im Verlag Neues Leben.
2003 wurde der Erstdruck im gleichnamigen Reprint-Band der Karl-May-Gesellschaft wiederveröffentlicht.
Der Miniaturbuchverlag Leipzig brachte 2006 als ersten Band seiner Karl-May-Reihe Old Firehand heraus, und zwar in der Fassung der Gesammelten Werke. Die Aufmachung des Miniaturbuchs lehnt sich an Band 71 an, es enthält jedoch nur die Titelgeschichte.

## Inhalt
Der namenlose Ich-Erzähler reitet auf seinem Rappen Swallow durch die Prärie auf der Suche nach der Öl-Ansiedlung New Venango. Er trifft auf eine junge Frau, Ellen, die von der Siedlung kommt und ihn dorthin begleitet.
Sie erzählt ihm, dass ihr Vater ein Deutscher ist, ihre Mutter aber eine Indianerin war und dass Emery Forster (der „Ölprinz“) ihr Onkel sei.
In der Siedlung angekommen, will Forster Swallow kaufen. Als der Ich-Erzähler das verweigert, wird er von Forster beleidigt, was er Ellen zuliebe hinnimmt. Ellen hält ihn daraufhin für einen Feigling und lässt ihn stehen.
Nachdem der Ich-Erzähler seine Einkäufe erledigt hat und wieder aufbrechen will, möchte er sich wenigstens von Ellen verabschieden. Er belauscht zufällig ein Gespräch zwischen Forster und Ellen, aus dem deutlich wird, dass Forster Öl ablaufen lässt, um die Preise zu erhöhen. Da stößt der Bohrer auf Öl, das sich durch Unvorsichtigkeit entzündet. Während das ganze Tal in Flammen aufgeht, reißt der Erzähler Ellen auf sein Pferd und kann mit ihr in letzter Sekunde das Inferno verlassen.
Im letzten Moment in Sicherheit gebracht, macht Ellen ihm bittere Vorwürfe, dass er nicht alle gerettet habe, reißt sich los und rennt zurück. Dabei verliert sie einen Ring, den er aufhebt und ansteckt.
Einige Zeit später erfahren Winnetou und der Ich-Erzähler Hinweise von einem geplanten Indianerüberfall auf eine Eisenbahnlinie. Es gelingt ihnen, die Zugbesatzung zu warnen. In der Bahn befindet sich auch Old Firehand, ein Freund Winnetous. Der Überfall kann nicht nur verhindert werden – die Zugbesatzung überrascht die Indianer. Dabei haben es Winnetou und Old Firehand besonders auf den Anführer der Indianer, Parranoh, abgesehen; es gelingt dem Ich-Erzähler denselben zu überwältigen. Winnetou skalpiert ihn. Nach diesen Erlebnissen machen die drei sich auf den Weg zu Old Firehands Hide-spot. Bei einem nächtlichen Gespräch am Lagerfeuer erfährt der Erzähler von Old Firehand, dass Winnetou einst eine Indianerin namens Ribanna liebte. Diese nahm aber Old Firehand zum Mann und Winnetou verzichtete. 
Wenig später entdeckt Firehand Ellens Ring an der Hand des Erzählers und dieser berichtet, wie er zu dem Schmuckstück kam. Nach und nach erfährt er nun die ganze Geschichte: Ribanna starb durch die Hand Parranohs, der eigentlich ein Weißer ist und Tim Finnetey heißt. Ellen ist ihre Tochter und damit auch die Tochter Old Firehands.
In Old Firehands „Festung“ angekommen, die von Sam Hawkens bewacht wird, trifft der Erzähler neben einigen Jägern und Fallenstellern auch Ellen wieder. 
Bei der Kontrolle von Biberfallen bemerken die Jäger Indianer, die sich in der Nähe der „Festung“ aufhalten. Offensichtlich gehört auch Parranoh dazu, den sie doch tot glaubten.
Noch bevor sie sich zu den Indianern aufmachen können, werden sie von diesen überfallen. Nach mehreren Kämpfen und Gefangennahmen wird die Gesellschaft Old Firehands von den Ogellallahs in der Festung überfallen. Am Ende sind Winnetou, Sam Hawkens, Miss Ellen und der Erzähler gefangen; Old Firehand, Dick Stone, Will Parker, Bill Bulcher und Harry Kroner tot. Dem Ich-Erzähler gelingt es, seine und Sam Hawkens' Fesseln zu lösen und gemeinsam mit diesem die anderen zu befreien. Ihnen gelingt die Flucht. Bei der Verfolgung stirbt Tim Finnetey von Winnetous Hand. Trotzdem scheint die Lage aussichtslos, bis ein Trupp Dragoner von Wilkes Fort zu ihnen stößt. Die Ogellallahs fliehen.
Der Ich-Erzähler bekommt Ellen.

## Varianten
1879 bearbeitete Karl May den Text für die erste Buchausgabe eines seiner Texte, das Jugendbuch Im fernen Westen. Zwei Erzählungen aus dem Indianerleben für die Jugend von Carl May und Fr. C. von Wickede.
Im Zuge dieser Bearbeitung wurde aus dem jungen Mädchen Ellen, in das sich der Ich-Erzähler (hier noch nicht Old Shatterhand) verliebt, der Knabe Harry, jünger als Ellen. Allerdings gelang es May nicht, alle Hinweise auf die Liebesgeschichte auszumerzen, weshalb die bearbeitete Fassung stellenweise etwas befremdlich wirkt. Auch Winnetous Gestalt wird weniger barbarisch dargestellt. In der Originalfassung skalpiert er bedenkenlos seine toten Feinde und isst den Stummel einer zu Ende gerauchten Zigarre auf.
1893 nahm May diese bearbeitete Fassung als Old Firehand-Abenteuer in die Buchausgabe von Winnetou II auf.

## Sonstiges
- Die Erwähnung der wenig später erfolgten Hochzeit stammt nicht von May, sondern vom Redakteur des oben erwähnten Sammelwerkes T.[10]
- Es gibt einen Querverweis auf die Erzählung Der Oelprinz (Ich kannte dieses furchtbare Phänomen, denn ich hatte es im Kanawhathale in seiner ganzen Schrecklichkeit gesehen ...).

## Vertonungen
Es gibt vier Hörspielproduktionen des Stoffes:
- Old Firehand (1966) von Kurt Vethake (Philipps, Fass, Karussell)
- Old Firehand (1975) von Kurt Stephan (verschiedene Labels)
- Old Firehand (1975) von Heikedine Körting (Europa)
- Old Firehand (2015) von Dirk Hardegen, Ohrenkneifer

Aus Programmhinweisen ist die Existenz einer Firehand-Adaption aus dem Jahr 1935 bekannt. Das Hörspiel selbst ist nicht erhalten.